# District de Westland
Pour les articles homonymes, voir Westland.

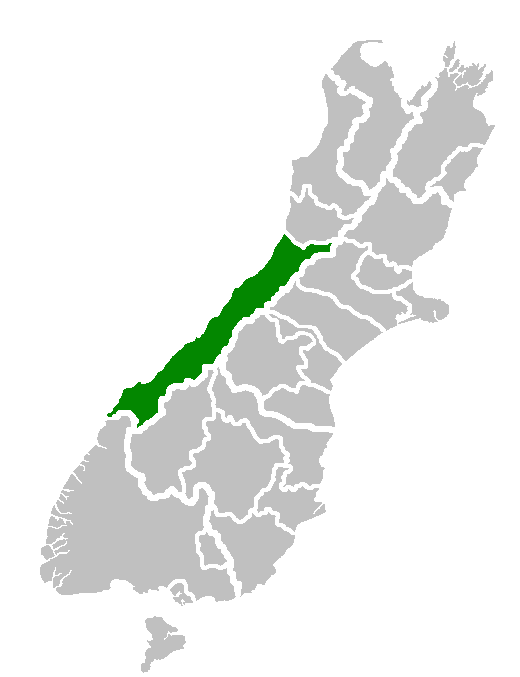
Localisation du district sur une carte de l'île du Sud

Le district de Westland est situé dans la région de West Coast, sur l'île du Sud de la Nouvelle-Zélande.

## Géographie
Le district s'étend sur 11 880,19 km2, sur la côte ouest de l'île du Sud, entre les Alpes du Sud et la mer de Tasman. Les plaines de l'ouest, près de la côte, sont dévouées à l'agriculture ou recouvertes de forêt pluviale tempérée. L'est du district présente un terrain très accidenté et abrite les sources de nombreuses rivières et fleuves.
Le sud du district inclut les glaciers Franz Josef et Fox, près du lac Matheson.
Au nord le fleuve Tamarakau, le plus grand du district, forme la frontière avec le district de Grey. Les Alpes du Sud marquent la limite est. Au sud on trouve le Fiordland dans le district de Southland, inaccessible par la route depuis le district de Westland.
Le district compte trois wards : Northern, Southern, et Hokitika.

## Démographie
Le recensement de 2006 y a compté 8 403 habitants, dont 40 % habitent Hokitika, seule ville du district. Les 60 % restants habitent de petits villages, dont Ross, Franz Josef et Haast.

## Histoire
Le Westland faisait autrefois partie de l'ancienne province de Canterbury et était administrée depuis Christchurch, sur la côte est de l'île. La population grandissante due à la ruée vers l'or, ainsi que la difficulté du voyage jusqu'à la région, impulsa la création du comté de Westland, qui se sépara du Canterbury de 1873 à 1876 pour devenir la province de Westland.
Après l'abolition des provinces en 1876 le comté de Westland est créé avec plus ou moins les mêmes frontières que l'ancienne province. La population commence à descendre dû à la fin de la ruée vers l'or et l'agriculture difficile.
Lors de la réorganisation nationale de l'administration locale en 1989 le comté devint district.

## Économie
L'orpaillage fut une industrie importante au début de l'histoire de la colonisation européenne du district. Aujourd'hui les terres habitées sont surtout dévouées à l'agriculture.

## Culture et société
Westland District est jumelée avec Deloraine en Australie

## Sources
- (en) Westland District Council
- (en) Final counts – census night and census usually resident populations, and occupied dwellings - West Coast Region, Statistics New Zealand

- (en) Cet article est partiellement ou en totalité issu de l’article de Wikipédia en anglais intitulé « Westland District » (voir la liste des auteurs).

1. ↑  (en) sistercities.org.nz Sister Cities